# Ласич, Йоханна
Йоханна Ласич (исп. Johanna Lasic; 15 апреля 1985, Буэнос-Айрес, Аргентина) — участница конкурсов красоты.
Она победила на конкурсе Мисс Вселенная Аргентина 2009 на котором представляла Буэнос-Айрес. Йоханна представляла Аргентину  на конкурсе Мисс Вселенная 2009 23 августа 2009 в Нассау Багамы, на котором стала полуфиналисткой. После конкурса продолжила карьеру модели.
В качестве официального представителя Аргентины, Йоханна Ласич приняла участие в конкурсе Мисс Вселенная 2009 года, который проходил в Нассау, Багамские острова 23 августа 2009 года, не смогла занять место.
Йоханна Ласич имеет хорватское, испанское, итальянское, французское, немецкое и сирийское происхождение.